# Цитадель (кораблестроение)

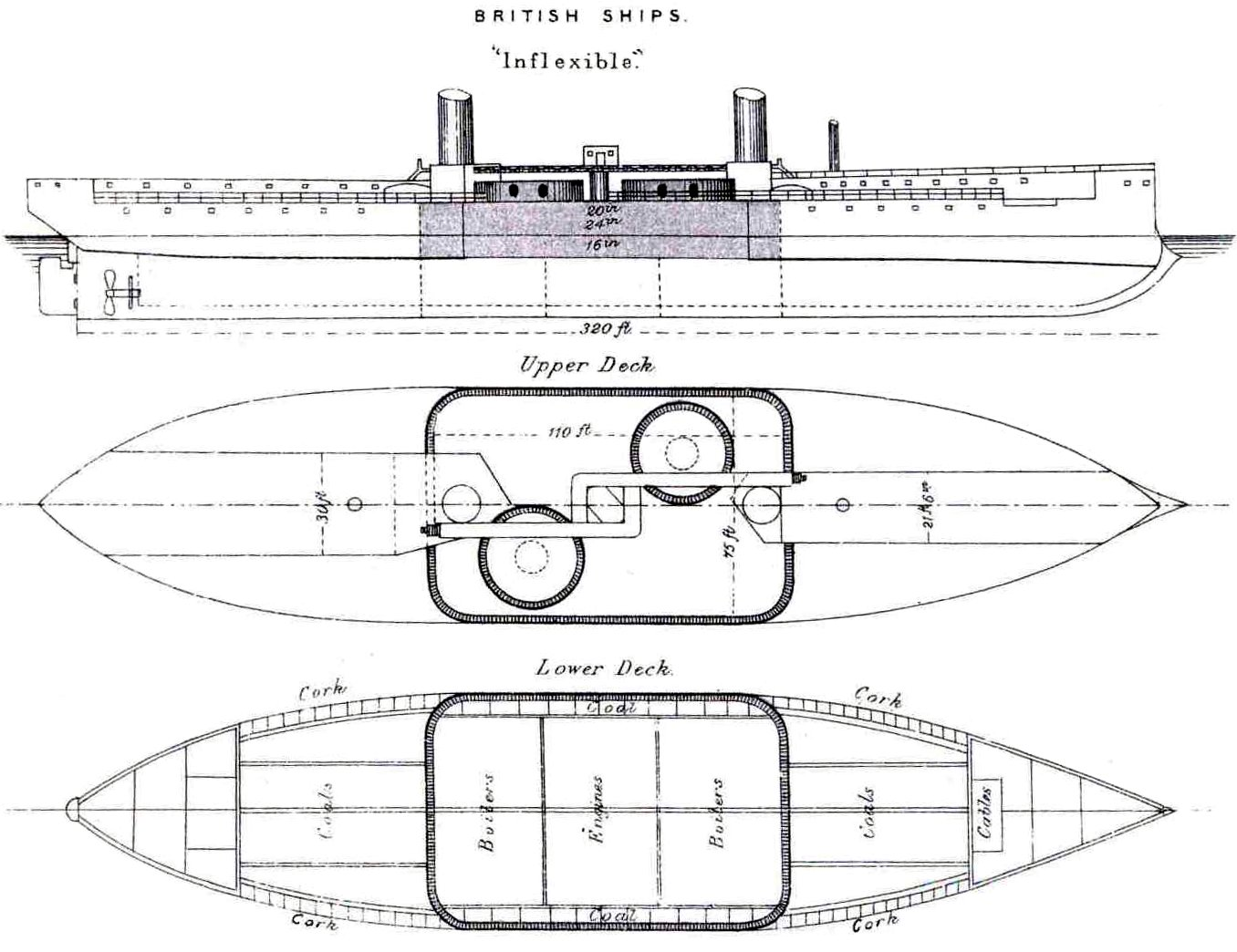
Цитадель башенного броненосца HMS Inflexible (1876)

Цитадель корабля — внутренний объём корабля (до 3/4 его длины) с жизненно важными его частями (машинные и котельные отделения, погреба боезапаса), защищенный броней от артиллерийских снарядов и авиабомб. Применялась на крупных кораблях броненосного флота, являлась элементом конструктивной защиты корпуса корабля. По массе брони достигала 40 % водоизмещения корабля. Утратила свое значение с развитием ракетно-ядерного вооружения.
Поэтому во время военных действий, старались выстрелами попасть именно в цитадель корабля, так как это могло быстро вывести корабль из строя.